# Turbinicarpus schmiedickeanus rioverdensis
Turbinicarpus schmiedickeanus subsp. rioverdensis es una especie fanerógama perteneciente a la familia Cactaceae. Es un cactus con un solo tallo, de color verde a verde grisáceo. Presenta de 1 a 3 espinas en el centro de cada aréola (centrales), muy curvadas y torcidas. Las flores son hermafroditas (perfectas), aunque requieren del polen de otras plantas para fecundarse, miden hasta 2.5 cm de longitud y diámetro, son polinizadas por insectos alados y hormigas, y se dispersa a través de semillas, con la ayuda de animales, el viento y el agua.

## Clasificación y descripción
Tallos color verde a verde grisáceo. Espinas centrales 1 a 3, fuertemente curveadas o torcidas. Flores 2.5 cm de longitud y diámetro.

## Distribución
Esta especie es endémica de México. Se distribuye en el estado de San Luis Potosí

## Ambiente
Crece en sitios con matorral xerófilo. 

## Estado de conservación
Debido a su atractivo como planta de ornato ha sido extraída de su hábitat para ser comercializada de manera ilegal, por lo que sus poblaciones decrecen. Se encuentra listada en la NOM-059-SEMARNAT-2010 en la categoría En Peligro de Extinción (P). En la Unión Internacional para la Conservación de la Naturaleza (UICN) se encuentra en la categoría Casi Amenazada (Near threatened). (NT), Sin embargo, la UICN reconoce doce especies de Turbinicarpus schmiedickeanus: la nominal y las subespecies andersonii, bonatzii, dickinsoniae, flaviflorus, gracilis, jauernigii, klinkerianus, macrochele, rioverdensis, rubriflorus y schwarzii. Ninguna subespecie se evaluó por separado en 2013, por lo que la categoría de riesgo se aplica a todas las subespecies, agrupadas bajo el nombre de Turbinicarpus schmiedickeanus. Este género se incluye en el Apéndice I de la CITES. Y al ser una especie amenazada en México, su manejo se halla regulado bajo el Código Penal Federal, la Ley General del Equilibrio Ecológico y Protección al Ambiente, y la Ley General de Vida Silvestre.

## Usos
Ornamental 